# Berndt Lagerstam
Berndt Erik Lagerstam, född 19 april 1868 i Tuusniemi, död 18 december 1932 i Helsingfors, var en finländsk målare. 

## Biografi
Lagerstam studerade 1887–1890 vid Finska konstföreningens ritskola och utbildade sig sedan till arkitekt vid Polytekniska institutet i Helsingfors, varifrån han examinerades 1895. Därefter studerade han under Kristian Zahrtmanns ledning i Köpenhamn till 1899 och vid Académie Julian i Paris 1907. Han ställde ut första gången 1894. Han verkade 1904–1914 som lärare vid Finska konstföreningens ritskola, 1903–1908 vid Centralskolan för konstflit och 1903 vid Tekniska högskolan i Helsingfors samt som teckningslärare på flera olika läroverk. Lagerstam målade porträtt av bland annat sångkören Muntra Musikanters medlemmar samt lyriska landskap, till exempel kvälls- och nattvyer från Helsingfors hamn. Han belönades med ett hedersomnämnande vid Världsutställningen i Paris 1900.

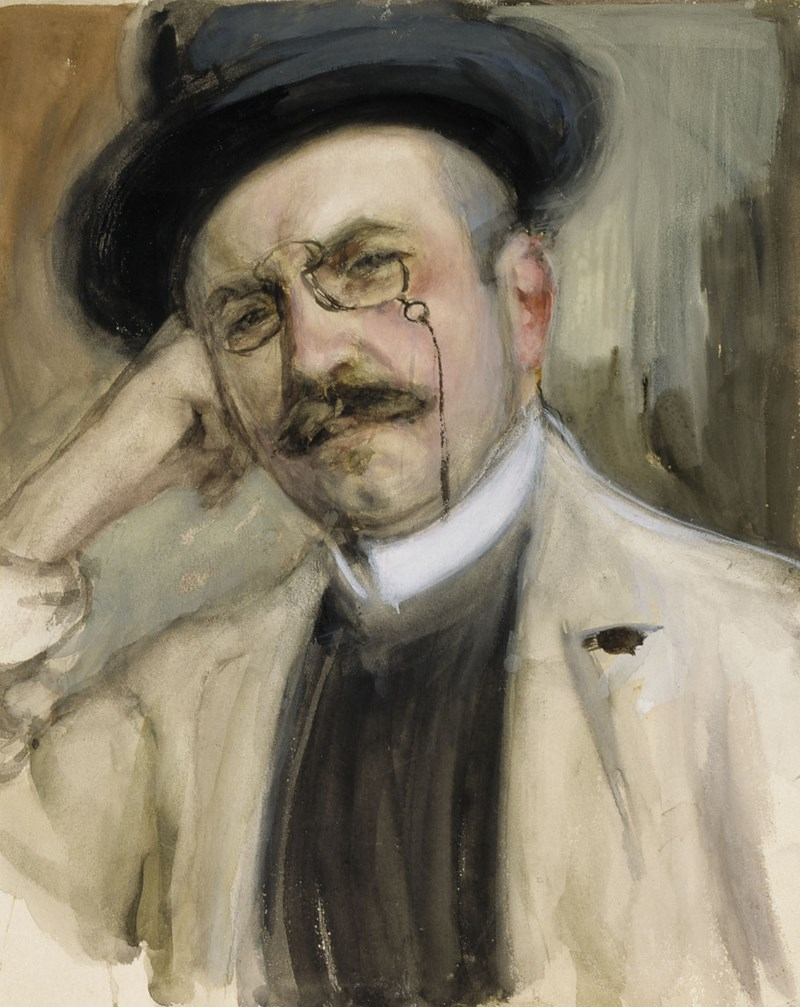
Självporträtt.
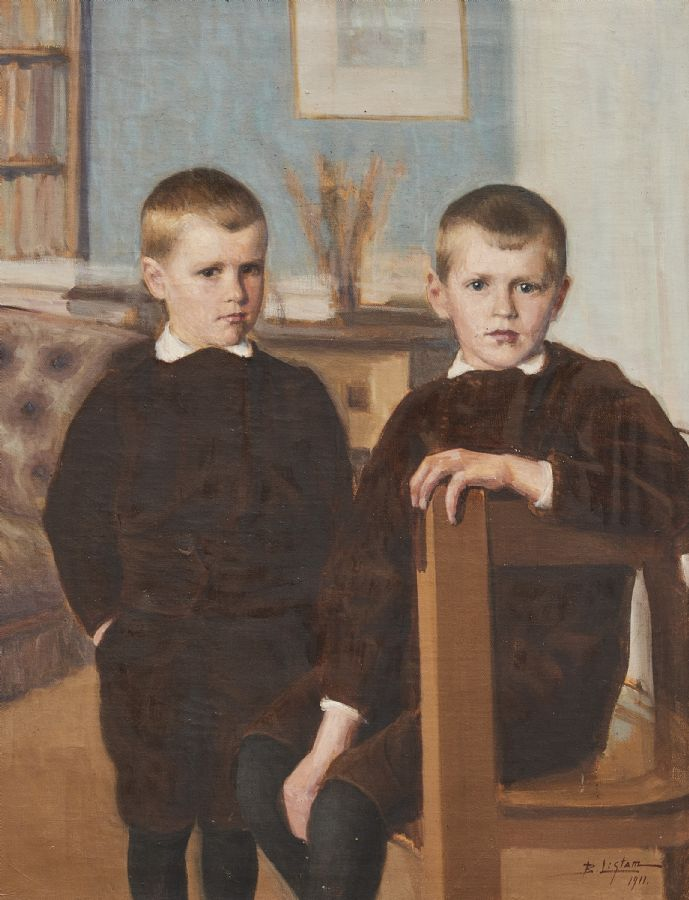
Gossar, 1911.
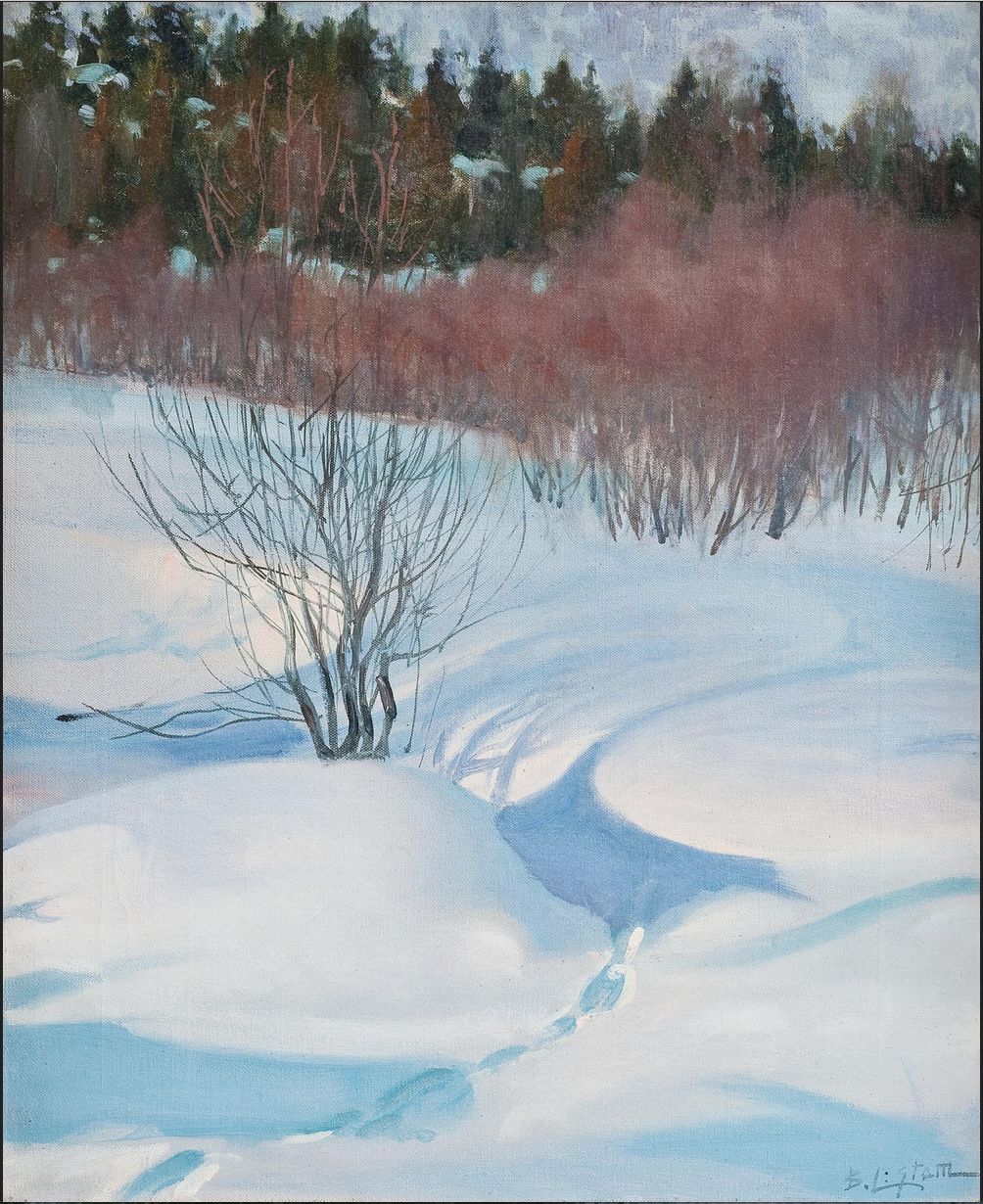
Vinterlandskap